# Морачке планине
Морачке планине налазе се у централном делу Црне Горе и представљају наставак гребена планине Лола. Име су добиле по реци Морачи. На истоку и североистоку завршавају се долином реке Мораче, на западу кањоном реке Мртвице, а јужно од њих налазе се оштри гребени Маганика. Ове планине имају динарски правац пружања, од северозапада ка југоистоку. Највиши врхови Морачких планина су Ластва (2226 m), Заградац (2217 m), Стожац (2141 m) и Војновац (2072 m).
Лета на Морачким планинама карактеришу обилне падавине, па су оне богате пашњацима који су добро искоришћени. Кањон реке Мртвице представља изразити облик рељефа са стрмим литицама, уским пролазима, воденим кадама, водопадима и врелима. На Морачким планинама налази се ледничко Капетаново језеро које указује да је некада ова планина била захвађена глацијацијом. Језеро се налази на висини од 1678  m. Дугачко је 480 m, широко 380 m и дубоко 37 m.
У нешто ужем смислу Морачким планинама називају се планине које непосредно гравитирају кањону Мораче, а ту спадају Капа Морачка, Стожац, Тали, Лукање и читав гребен ка Капи. Капа Морачка је засебна планина са највишим врхом Лаством, те на истом венцу везаним врхом Заградац. Заградац са Лаством чини главни масив Капе, док су на западу издвојени врхови Штита (2 151 m и на другом крају 2 133 m), а на истоку неколико везаних камених шиљака који су над самим кањоном. 
Најатрактивнији а уједно и најједноставнији приступ Капи Морачкој је од Капетоновог језера, док је правац са супротне стране, из кањона Мораче, од Драговића Поља, са далеко већом висинском разликом. Силазак је најподеснији у правцу Вељег Дубоког и кањона Мртвице.